# Lesoto en los Juegos Olímpicos de Londres 2012
Lesoto participó en los Juegos Olímpicos de Londres 2012 con un total de 4 deportistas (2 hombres y 2 mujeres), que compitieron en 2 deportes. El responsable del equipo olímpico es el Comité Olímpico Nacional de Lesoto.
La portadora de la bandera en la ceremonia de apertura fue la atleta Mamorallo Tjoka. El equipo olímpico lesotense no obtuvo ninguna medalla en estos Juegos.

## Deportistas
La siguiente tabla muestra el número de deportistas en cada disciplina:
| Deporte   | Hombres | Mujeres | Total |
| --------- | ------- | ------- | ----- |
| Atletismo | 2       | 1       | 3     |
| Natación  | 0       | 1       | 1     |
| Total     | 2       | 2       | 4     |

## Atletismo
Masculino
| Atleta         | Evento  | Series    | Series   | Semifinal | Semifinal | Final     | Final     |
| Atleta         | Evento  | Resultado | Posición | Resultado | Posición  | Resultado | Posición  |
| -------------- | ------- | --------- | -------- | --------- | --------- | --------- | --------- |
| Tsepo Ramonene | Maratón | —         | —        | —         | —         | 2:55:54   | 85        |
| Mosito Lehata  | 200 m   | 20.74     | 7        | No avanzó | No avanzó | No avanzó | No avanzó |

Femenino
| Atleta          | Evento  | Final     | Final    |
| Atleta          | Evento  | Resultado | Posición |
| --------------- | ------- | --------- | -------- |
| Mamorallo Tjoka | Maratón | 2:43:15   | 90       |

## Natación
Laos clasificó un nadador por invitación de la FINA.
Masculino
| Atleta        | Evento     | Series | Series   | Semifinal | Semifinal | Final     | Final     |
| Atleta        | Evento     | Tiempo | Posición | Tiempo    | Posición  | Tiempo    | Posición  |
| ------------- | ---------- | ------ | -------- | --------- | --------- | --------- | --------- |
| Masempe Theko | 50 m libre | 42.35  | 72       | No avanzó | No avanzó | No avanzó | No avanzó |